# Babylon
Denna artikel rör den historiska staden. 
För den nuvarande staden, se Al-Hilla.  För andra betydelser, se Babylon (olika betydelser).

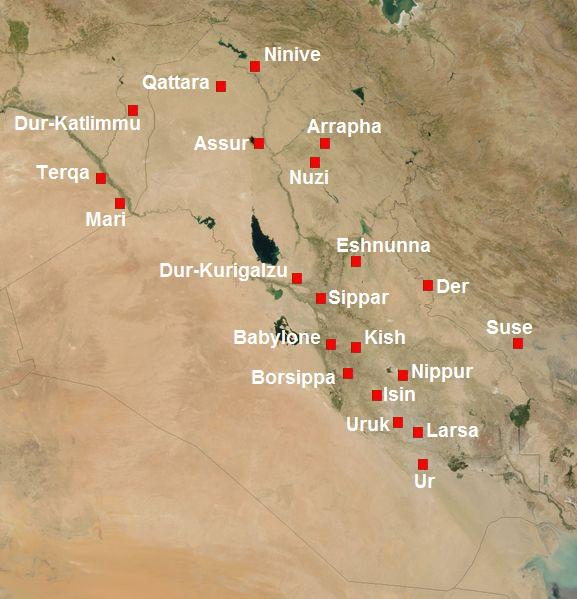
Mesopotamien på 1000-talet f.Kr.

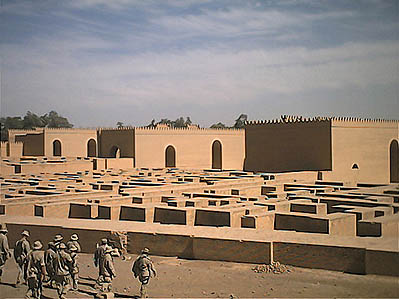
Amerikanska marinkårssoldater vid de återuppbyggda ruinerna i Babylon, 2003.

Babylon (egentligen "Guds port", akkadiska Babili(m), arabiska Babil, hebreiska Babel) var huvudstad i Babylonien och låg vid floden Eufrat. Stadens ruiner ligger i provinsen Babil i Irak, utanför provinsens huvudstad Al-Hilla och omkring tio mil söder om nuvarande Bagdad. I juli 2019 upptogs den på Unescos världsarvslista.

## Historia
Babylon grundades på 2300-talet f.Kr. av Akkader som en mindre provinsstad, av källor från Sargon av Akkads tid verkar det som om den nya staden var en förflyttning av en tidigare stad med samma namn. På 1800-talet f.Kr. hade stora delar av södra Mesopotamien erövrats av amoriter. Dessa var nordväst-semitiska nomader från norra Levanten och skilde sig från de östsemitiska assyrierna och akkaderna. Amoriterna använde sig till en början inte av jordbruk utan levde halvnomadiska liv baserat på boskapsskötsel, då främst får. Efter en tid började amoriterna sköta sädeshandeln i Mesopotamien vilket gjorde dem rika och de slog sig ned i de gamla sumeriska och akkadiska städerna och grundade egna dynastier. Mest framstående av dessa var Isin, Larsa, Eshnunna, Lagash och senare Babylon.
Babylons stat påbörjades någon gång på 1800-talet f.Kr, när den amoritiske hövdingen Sumu-abum förklarade sin stad Babylon självständigt från Kazallu som nu blev grannstat till Babylon. Sumu-abum efterträddes av Sumu-la-El som genom en serie militära segrar säkrade Babylons närliggande territorium. Både Sumu-abum och Sumu-la-El påstås ha uppfört Babylons murar. Vem som faktiskt gjorde det eller om det var en pågående konstruktion som sträckte sig över bådas tid på tronen är oklart. Sumu-la-El efterträddes av Sabium som i sin tur efterträddes av Apil-Sin. Ingen av de fyra härskarna kallade sig för kung av Babylon vilket tyder på att Babylon fortfarande var ett litet och någorlunda obetydligt rike, överskuggat av långt äldre och mäktigare riken så som Assyrien, Elam, Isin och Larsa. Apil-Sin efterträddes av sin son Sin-Muballit som var den förste Babyloniske härskaren som kallade sig kung. Sin-Muballit skall ha besegrat en invaderande arme från Ur och skall även ha erövrat ett vid tiden kraftigt försvagat Isin. Han befäste Babylons städer och när han abdikerade på grund av dålig hälsa var staten långt starkare än tidigare. Sin-Muballit efterträddes av sin son Hammurabi.

### Första storhetstiden
Babylons första storhetstid inleddes när kung Hammurabi (alternativt Hammurapi) (1792–1750 f.Kr.) erövrade samtliga riken och städer i södra Mesopotamien, inklusive Isin, Larsa, Ur, Uruk, Nippur, Lagash, Eridu, Kish, Adab, Eshnunna, Akshak, Rapiqum, Shuruppak, Bad-tibira, Sippar och Girsu. Staden blev efter det huvudstad för det gammal-babyloniska riket vilket täckte hela forna Sumer och Akkad. Efter erövrandet av södra Mesopotamien inleddes ett krig mot Elam i öst. Tillsammans med stadsstaterna Mari och Yamhad besegrades elamiterna och Hammurabi erövrade Elam. En pyrande konflikt med Mari gällande vilken stat som hade egentlig kontroll över staden Heet resulterade i krig mellan Mari och Babylon och Mari erövrades 1761 f.Kr. av Hammurabis trupper. Detta resulterade även i att alliansen med Yamhad föll samman men inget krig mellan de två staterna utbröt. Efter att ha kuvat Mari vände sig Hammurabi mot det assyriska riket. Ett utdraget krig följde och resulterade i att Assyrien blev tributstat till Babylon. Vid Hammurabis död hade hela södra Mesopotamien sammanfogats till ett rike under Babylon. Assyrien var fortfarande nominellt självständigt men stod under babylonisk kontroll. strax innan Hammurabis död började Babylon ersätta städerna Nippur och Eridus position som religiöst centra. Till en början användes solguden Shamash men under Hammurabis tid ersattes denne gud av sin son Marduk som blev huvudgud i södra Mesopotamien.
Hammurabis död hade direkt effekt på det imperium han skapat. Assyrierna var de första som reste sig. De avslutade sin tributbetalning och drev ut babyloniska trupper och amoritiska stammar från Assyrien. Sydligaste Mesopotamien förklarade sig självständigt under den nya Sjölandsdynastin och elamiterna tog tillbaka sina tidigare förlorade områden. Mari hade efter ett misslyckat uppror under Hammurabis sista år bränts till grunden och existerade nu endast som en mindre by helt utan politiskt inflytande. Hammurabis dynasti fortsatte härska i Babylon som nu återgått till att vara en mindre stadsstat.
Under 1500-talet f.Kr. plundrades staden av hettiterna som ryckt ned i Mesopotamien från Anatolien, varefter kassiterna som inkommit från Zagrosbergen grep makten över staden. Kassiterna grundade en dynasti i Babylon som varade till 1160 f.Kr. Från 1365 kom Babylon dock att vara underordnad vasallstat till växelvis Assyrien och Elam. 1155 f.Kr. efter ett flertal invasioner av både Elam och Assyrien störtades den kassitiska dynastin av akkader från södra Mesopotamien. Babylon fortsatte dock vara en svag stat dominerat av assyrierna och när västsemitiska araméer och suteaner invaderade dess områden från väst kunde Babylon inte göra mycket motstånd. Västsemiterna bosatte sig runt Babylon och på slutet av 1000-talet f.Kr hade en arameisk dynasti tagit makten över staden.
Det finns få arkeologiska fynd från denna tid eftersom en höjd grundvattennivå skadat stadens äldsta delar. Babylon var under neo-assyrisk tid omkring 900-600 f.Kr. tidvis säte för de assyriska vicekungarna över Babylonien.

### Assyrisk dominans
Under det Nyassyriska riket stod Babylon under konstant assyrisk dominans eller direkt kontroll. Babylon var dock nästan konstant i uppror vilket nådde sin kulmen under kung Sennacheribs tid som kung av Assyrien. Hövding Merodach-Baladan som ledde en kaldeisk stam hade då allierat sig med Elam och upproret kuvades först efter att Babylon ödelagts fullständigt. 689 f.Kr. rev assyrierna ned Babylons murar, palats och tempel och resterna slängdes i floden Arakhtu som rann invid Babylon. Att de religiösa byggnaderna revs skall ha chockat många och när Sennacherib senare mördades av sina söner skall det ha setts som försoning med gudarna. Esarhaddon som efterträdde Sennacherib byggde snabbt upp staden igen och bodde där under delar av året. Vid hans död tillföll staden hans äldste son Shamash-shum-ukin som 652 f.Kr kom att starta ett inbördeskrig mot sin bror Ashurbanipa som härskade över Nineveh. Shamash-shum-ukin bildade en stor allians av elamiter, perser, kaldéer, suteaner, kananiter och araber som samtliga varit under assyrisk makt. Shamash-shum-ukin misslyckades dock med att ta Assyriens tron. Han belägrades i Babylon medan hans allierade besegrades i en rad kampanjer och tvingades till slut ge upp på grund av svält. Ashurbanipa höll en försoningsceremoni i Babylon och tillsatte sedan Kandalanu som guvernör av staden. Han tog dock med sig flera av Babylons skrifter till sitt bibliotek i Nineveh. Efter Ashurbanipals död bröt fler inbördeskrig ut i det Assyriska riket. Till slut tog Babylon under Nabopolassar tillsammans med andra kuvade riken och folkslag chansen och fullt uppror bröt ut. De allierade folken fick även hjälp utifrån av Medien, Persien, skyter och kimmerier och tillsammans besegrade de det nu splittrade och försvagade Assyrien och Nineveh brändes till grunden.

### Andra storhetstiden
Babylonien fortfar att vara kulturellt centrum i Mesopotamien, erkänt av både assyrier och babylonier. Trots detta ödelade assyrierna under det Nyassyriska riket flera gånger staden, efter babyloniska uppror.
Stadens andra storhetstid inleddes när den kaldeiske hövdingen Nabopolassar drev ut assyrierna och skapade det neo-babyloniska riket (625–539 f.Kr.). Hans son Nebukadnessar II genomförde en stor ombyggnation av Babylon på 500-talet f.Kr.. Från denna tid hör Babylons legendariska byggnadsverk. Babylons yttre murar inneslöt ett område på 850 hektar. 300 av dessa rörde innerstaden, vilken var uppdelad i två delar på ömse sidor av floden Eufrat. Under Nebukadnessar II skall Ishtar-porten ha byggts och även Babylons hängande trädgårdar (om de verkligen existerade).
Nebukadnessar skall liksom assyrierna före honom ha använt sig av exil som pacificeringsmetod. Detta innebar att befolkningen i en problematisk stad tvångsförflyttades till ett annat område. Oftast huvudstaden där de lättare kunde kontrolleras.

### Minskad betydelse

#### Den persiska erövringen
Staden erövrades 539 f.Kr. av perserna under kung Kyros II, en erövring som dock skedde utan förstörelse. Avgörande för erövringen var slaget vid Opis där perserna besegrade den babyloniska armén. Efter detta intogs Sippar och Babylon belägrades. Enligt legend ansågs Babylons murar som ointagliga och den enda vägen in i staden var antingen genom en av dess stadsportar eller via Eufratfloden som rann genom staden. Flodvägen var dock skyddad av metallgaller som lät vattnet flöda fritt men hindrade intrång. Perserna valde att avleda delar av floden under en babylonisk högtidsnatt vilket gjorde vattennivån så grund att persiska soldater kunde ta sig in under flodgallren. De festande babylonierna märkte inte av intrånget förrän de persiska trupperna redan erövrat stora delar av den yttre staden och striden var därmed över. Enligt Bibeln skall Kyros II ha befriat judarna från deras fångenskap i Babylon och låtit dem återvända till sitt hemland. Bibelforskare tar ofta stöd av Kyros cylinder som talar om hur folkslag återbördades till sina hemtrakter efter Babylons fall. Detta är dock omdebatterat då cylindern endast nämner Mesopotamiska folkgrupper som får återvända till sina forna stadsstater. Varken judar, Jerusalem eller Judea nämns.
Under Darius I av Persien blev Babylon huvudstad för Persiens nionde satrap och ett centrum för vetenskap och forskning. De persiska kungarna uppehöll till en början dyrkandet av Marduk men detta avtog vid Darius III tid på tronen. Persien hade nu genomgått flera kostsamma krig och hade ekonomiska problem. Tempel och heliga platser tilläts förfalla och så även Babylons kanalsystem. På landsbygden utanför Babylon rådde osämja och flera uppror skedde. Vid 522 f.Kr (Nebukadnessar III) 521 f.Kr. (Nebukadnessar IV) och 482 f.Kr. (Bel-shimani and Shamash-eriba) lyckades Babylon göra sig självständigt men staden återintogs snabbt varje gång av Persien. Babylon fortsatte att tillhöra Persien tills cirka 200 år senare då staden genom Alexander den stores erövring år 331 f.Kr. blev del av hans stora makedoniska rike, och åren 331–323 (fram till att Alexander avled i staden) var Babylon huvudstad i det stora makedonska imperiet.

#### Hellenistiska perioden
Efter Alexanders död delades riket upp mellan hans befälhavare (diadokerna). Området runt Babylon kom att skifta tillhörighet, och andra huvudstäder grundades i dess ställe. 305 f.Kr. grundade seleukiderna Seleukia som sin huvudstad, medan närliggande Ktesifon senare blev centrum i Partien. Dessa nya storstäder bidrog till att Babylon successivt avfolkades och kom att förlora sin roll som centrum i mellersta Mesopotamien, i området där Eufrat och Tigris rinner nära varandra och kanaler löper mellan dem. Till slut tömdes Babylon helt på sin befolkning.

## Kända byggnadsverk
- Babels torn
- Babylons hängande trädgårdar
- Istarporten

## Arkeologiska utgrävningar
Moderna utgrävningar av Babylon påbörjades 1899 av tyska arkeologer under ledning av Robert Koldewey. Glaserat tegel från Istarporten fördes till Berlin där den återuppbyggdes inuti Pergamonmuseet. Ruinerna tilldrog sig ett stort intresse av Iraks förra president Saddam Hussein som lät restaurera och uppföra egna byggnader på platsen. Sedan år 2003 är Babylon inneslutet i en amerikansk armébas.

## Namn
Staden har genom historien haft många namnvarianter på de olika språken i regionen.
- Akkadiska: Babili(m) (betydelse: 'Guds port')
  - Babyloniska: Bab-ili eller Bab-ilu
- Hebreiska: Bavel
- Klassisk grekiska: Βαβυλών (Babylōn)
- Nygrekiska: Βαβυλώνα (Babylōna)
- Kurdiska: Babelyon
- Arabiska: Babil